# 皮羅吉夫
48°54′28″N 28°28′42″E / 48.90778°N 28.47833°E
皮羅吉夫（烏克蘭語：Пирогів），是烏克蘭的村落，位於該國西南部文尼察州，由文尼察區負責管轄，始建於1792年，面積2.01平方公里，海拔高度256米，2001年人口266，人口密度每平方公里132.34人。